# Urbasova skala
Urbasova skala je plezališče nad naseljem Dovje, ko so ga opremili alpinisti iz Mojstrane. Plezališče je namenjeno tako začetnikom, kakor izkušenim plezalcem, saj se stopnje težavnosti raztezajo od najlažjih 4a do najtežjih 7c+. V bližini Urbasove skale leži tudi večja Blaščeva skala, ki je tudi opremljena s smermi, a so le-te daljše in bolj zahtevne.